# Виборчий блок партій «Менше слів»
Виборчий блок партій «Менше слів» — блок правих політичних партій під час виборів до Верховної Ради України у 1998 р., який складали дві політичні партії — Всеукраїнське політичне об'єднання «Державна самостійність України» та Соціал-національна партія України. Блок «Менше слів» отримав 0,17 % або 45 155 голосів і зайняв передостаннє, 29-те місце.

## Програма
Програма блоку була лаконічною й містила 5 пунктів:
- ухвалити закон про обрання депутатів усіх рівнів не довше ніж на один термін;
- створити антикорупційні суди;
- ліквідувати всі податки збори та впровадити єдиний податок з прибутку в розмірі 30 % (для підприємств, які впроваджують передові технології — 5 %);
- ліквідувати пропаганду насильства, злочинності, аморальності, впровадивши тотальний державний контроль за засобами масової інформації;
- зупинити конверсію військового виробництва та відновити ядерний статус України.